# Ріоха (Перу)
Ріоха (ісп. Rioja) — місто в Перу, адміністративний центр провінції Ріоха.

## Географія
Лежить у північному Перу на одній з приток річки Майо (басейн Мараньйону).

### Клімат
Місто знаходиться у зоні, котра характеризується кліматом тропічних саван. Найтепліший місяць — листопад із середньою температурою 23.2 °C (73.8 °F). Найхолодніший місяць — липень, із середньою температурою 21.7 °С (71.1 °F).
| Клімат Ріохи            | Клімат Ріохи | Клімат Ріохи | Клімат Ріохи | Клімат Ріохи | Клімат Ріохи | Клімат Ріохи | Клімат Ріохи | Клімат Ріохи | Клімат Ріохи | Клімат Ріохи | Клімат Ріохи | Клімат Ріохи | Клімат Ріохи |
| Показник                | Січ.         | Лют.         | Бер.         | Квіт.        | Трав.        | Черв.        | Лип.         | Серп.        | Вер.         | Жовт.        | Лист.        | Груд.        | Рік          |
| Середня температура, °C | 22,7         | 22,7         | 22,8         | 22,8         | 22,5         | 22,1         | 21,7         | 21,9         | 22,4         | 22,8         | 23,2         | 23,1         | 22,6         |
| Норма опадів, мм        | 135.1        | 134.2        | 180.2        | 147.4        | 104          | 78.9         | 72.3         | 73.4         | 106.7        | 156.8        | 145.1        | 122.5        | 1456.6       |
| Днів з опадами          | 13,6         | 14,4         | 15,2         | 13,5         | 11,8         | 10,1         | 10,1         | 8,2          | 10,8         | 12,9         | 12,5         | 13,1         | 146,2        |
| Вологість повітря, %    | 75.1         | 76.6         | 79.1         | 79.4         | 78.7         | 78.5         | 77.5         | 75           | 75.6         | 76.9         | 75.4         | 74.9         | 76.9         |
| ----------------------- | ------------ | ------------ | ------------ | ------------ | ------------ | ------------ | ------------ | ------------ | ------------ | ------------ | ------------ | ------------ | ------------ |
| Джерело: Weatherbase    |              |              |              |              |              |              |              |              |              |              |              |              |              |